# Schlottwitz
Schlottwitz ist ein Ortsteil der sächsischen Stadt Glashütte im Landkreis Sächsische Schweiz-Osterzgebirge.

## Geografie
Schlottwitz liegt etwa fünf Kilometer nordöstlich von Glashütte im Osterzgebirge. Der Ort liegt im Tal der Müglitz, in die dort der Schlottwitzbach mündet. Östlich des Ortes erstreckt sich das Naturschutzgebiet Müglitzhang bei Schlottwitz.

### Nachbarorte
| Reinhardtsgrimma | Mühlbach                                    | Großröhrsdorf |
| Cunnersdorf      | Kompassrose, die auf Nachbargemeinden zeigt | Seitenhain    |
| Glashütte        | Neudörfel                                   | Liebstadt     |

## Geschichte

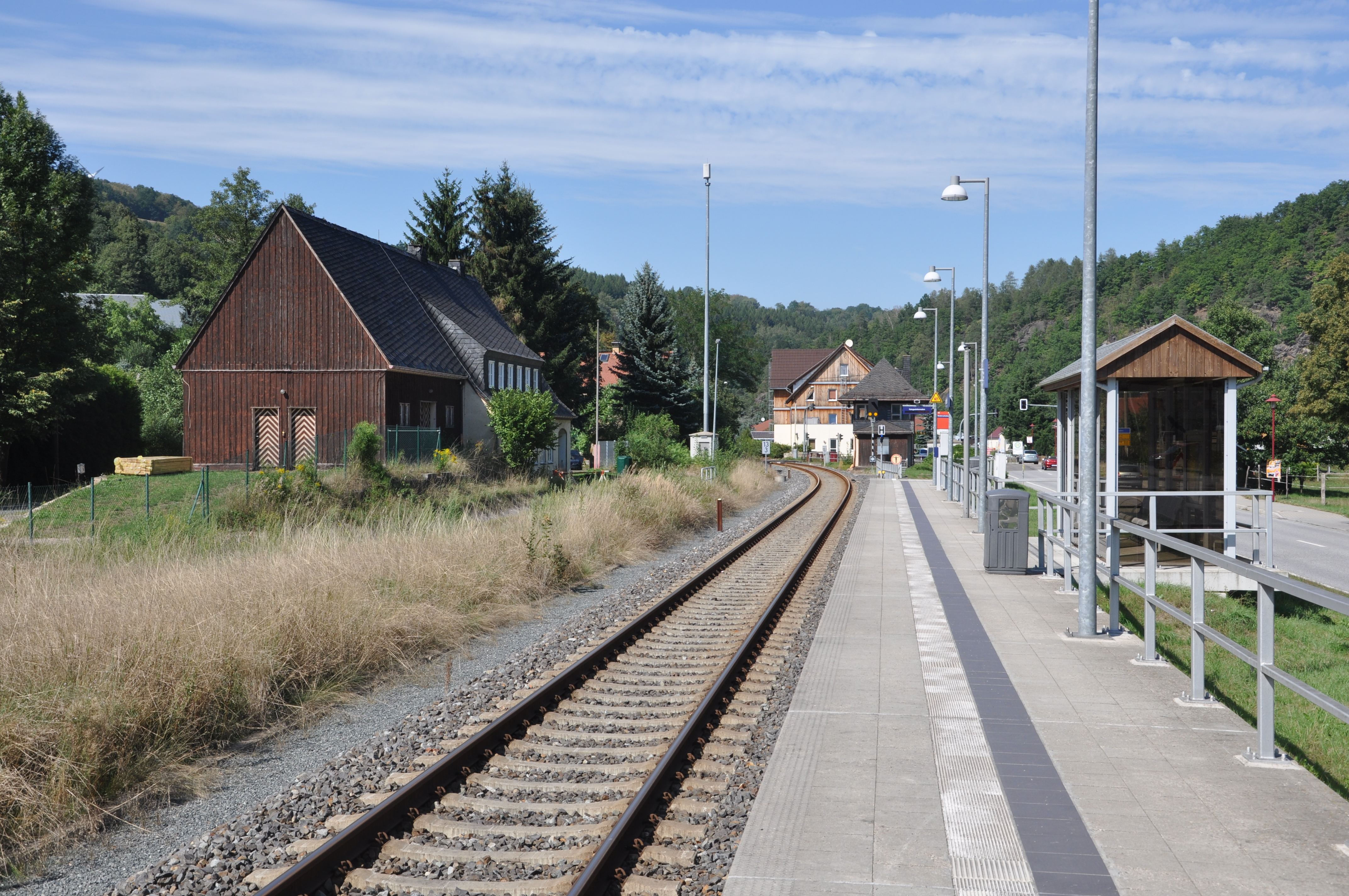
Haltepunkt Niederschlottwitz

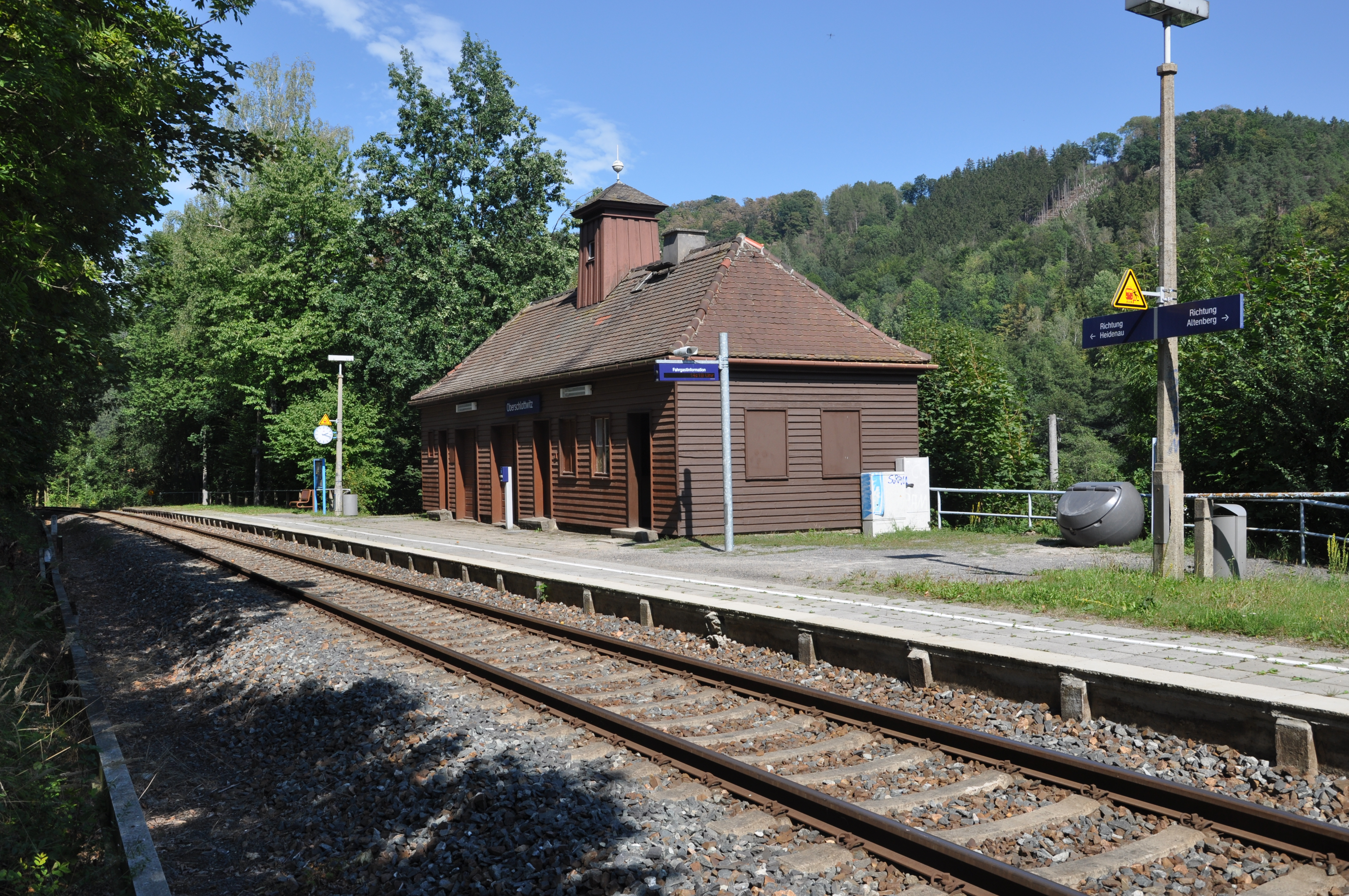
Haltepunkt Oberschlottwitz

Erstmals urkundlich erwähnt wurde der Ort am 14. Mai 1404, als das Dorf Slatewiez neben den Ortschaften Cunnersdorf Conradsdorff, Oberfrauendorf Oberfrawendorff und Hoenwalde vom Markgraf Wilhelm I. (Meißen) den Tyczemann von Grunenrode und Renczen von Grimme (Reinhardtsgrimma) beliehen wurde.
Im Jahr 1548 war das Reihendorf Schlottwitz zum Amt Pirna gehörig. Die Grundherrschaft lag 1551 beim Rittergut Reinhardtsgrimma. Von 1856 bis 1875 gehörte Schlottwitz dem Gerichtsamt Dippoldiswalde an, danach der Amtshauptmannschaft Dippoldiswalde. 1900 betrug die Fläche der Gemarkung 104 Hektar. Die Bevölkerung teilte sich 1925 in 414 evangelisch-lutherische und 4 Katholiken auf. Der Ort war nach Maxen und teilweise nach Glashütte gepfarrt. Im Jahr 1950 wurde Oberschlottwitz eingemeindet, 1952 wurde Schlottwitz als eigenständige Gemeinde Teil des Kreises Dippoldiswalde, der 1994 in den Weißeritzkreis überging. Am 1. Juli 1995 wurde Schlottwitz als dritter Ortsteil nach Glashütte eingemeindet. Schlottwitz wurde im August 2008 Teil des aus den Landkreisen Sächsische Schweiz und Weißeritzkreis gebildeten Landkreises Sächsische Schweiz-Osterzgebirge.

### Entwicklung der Einwohnerzahl
| Jahr | Einwohnerzahl                 |
| ---- | ----------------------------- |
| 1551 | 5 besessene Mann, 17 Inwohner |
| 1764 | 5 besessene Mann, 4 Häusler   |
| 1834 | 67                            |
| 1871 | 163                           |
| 1890 | 249                           |
| 1910 | 292                           |
| 1925 | 429                           |
| 1939 | 350                           |

| Jahr | Einwohnerzahl |
| ---- | ------------- |
| 1946 | 796           |
| 1950 | 733           |
| 1964 | 1487          |
| 1990 | 1267          |
| 2011 | 1119          |
| 2018 | 1057          |

## Ansässige Firmen
- Maschinenbau Schlottwitz (MBS): Herstellung von Dreh- und Frästeilen, Baugruppen für Maschinen sowie Biegemaschinen und Schlagscheren in Niederschlottwitz; ca. 50 Beschäftigte (2011)[4]
- Andreas Zimmermann GmbH: Ein Unternehmen für Hoch- und Tiefbau in Niederschlottwitz
- Nomos Glashütte: Die Uhrenmanufaktur aus Glashütte betreibt seit 2017 eine Fertigungsstätte in Niederschlottwitz
- Selectrona GmbH: Der Hersteller von Kunststoff-Metall-Bauteilen betreibt eine Fertigungsstätte in Oberschlottwitz
- Bäckerei Degenkolbe: lokale Bäckerei
- FEWES Feinmechanische Werkstätten Schlottwitz GmbH: feinmechanikbasierter Betrieb im Müglitztal

## Verkehr
Die Haltepunkte Niederschlottwitz und Oberschlottwitz liegen an der Bahnstrecke Heidenau–Kurort Altenberg, die von der Regionalbahn (RB 72) und dem Regionalexpress (RE 19) angesteuert werden. Die Strecke verläuft überwiegend im Müglitztal und wird außerdem seit 2019 von der Buslinie 372 unterstützt. Der aktuelle Betreiber der Strecke ist die DB Regio Südost im Verkehrsverbund Oberelbe (VVO).

## Achatvorkommen

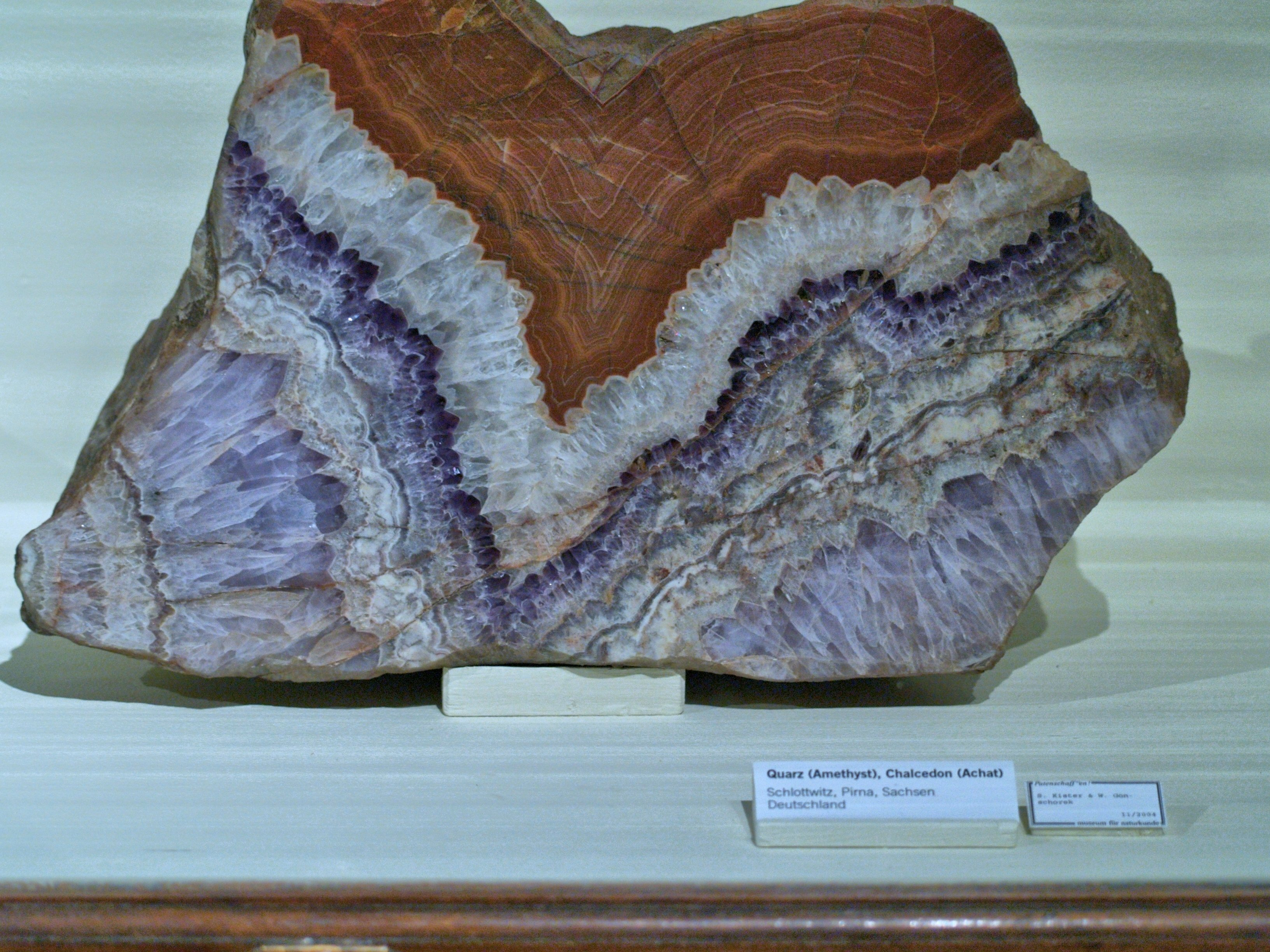
Polierte Platte mit Bergkristall-, Amethyst- und Achatbändern aus Schlottwitz

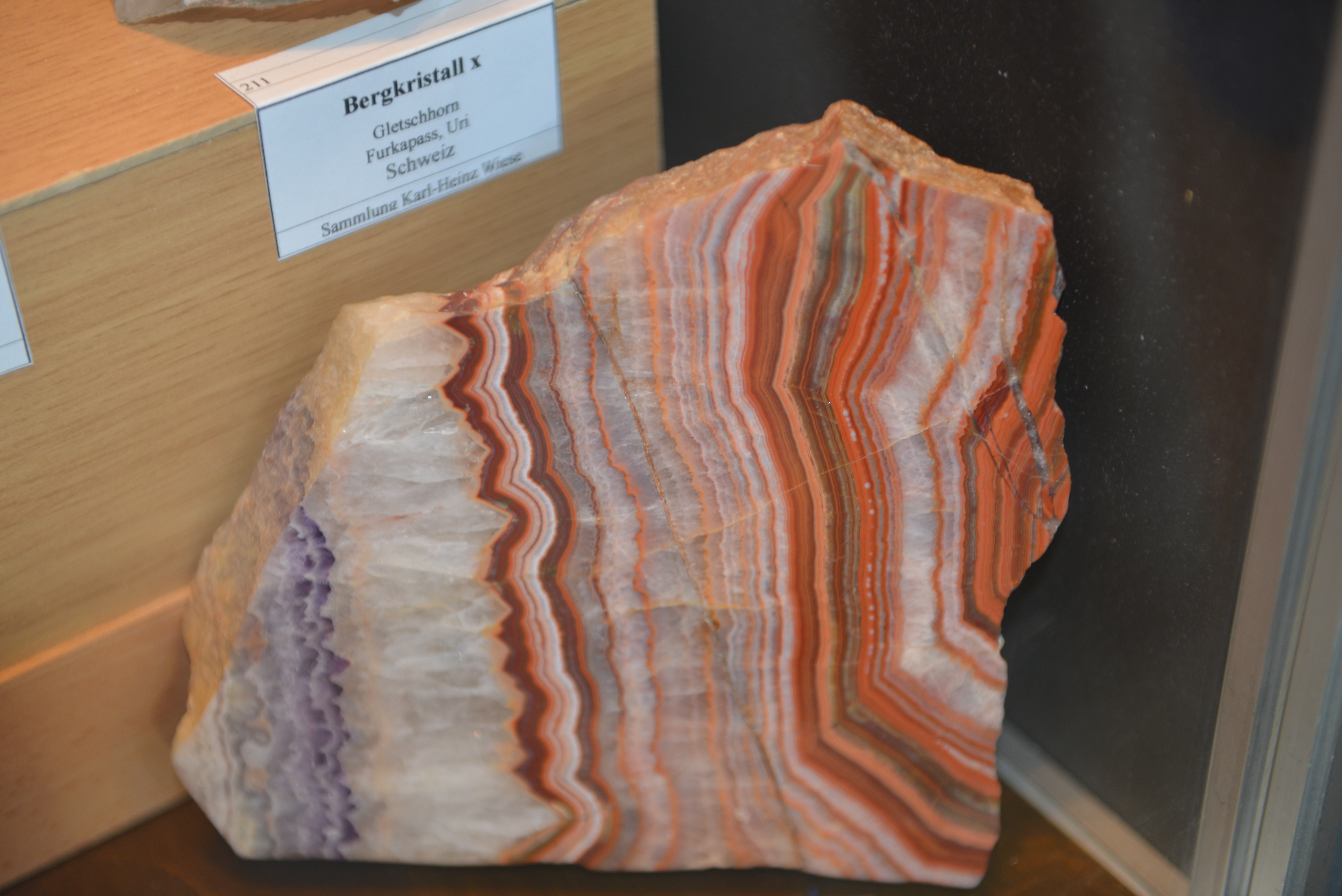
Achatbänderung in einer polierten Platte

Das Schlottwitzer Achatvorkommen ist ein Teilbereich eines gangförmigen Gesteinskörpers, der sich mit einer Länge von etwa 5,5 Kilometern im Osterzgebirge erstreckt. Seine Entdeckung liegt im Jahr 1750, als es durch ein Hochwasser zu einem Bodenabtrag und in Folge dieses Naturereignisses zur Freilegung kam. Der mineralogisch beachtliche Aufschluss befindet sich am Westhang des Müglitztales im Ortsteil Oberschlottwitz und ist durch Bergsicherungsmaßnahmen vor weiterem Raubbau und Einsturz geschützt. Der Quarz-Eisenstein-Gang beginnt jedoch schon westlich von Niederschlottwitz, kreuzt in Oberschlottwitz den Taleinschnitt der Müglitz, kann hier an der rechten Talflanke weiter verfolgt werden und streicht weiter in Ausrichtung NNW nach SSO bis nach Döbra. Achat und Amethyst treten in diesem Quarzgang nur stellenweise auf. Ferner finden sich im Flussschotter der Müglitz abgerollte Bruchstücke, deren Verbreitung bis in die Schwemmfächer vergangener und der aktuellen Einmündung in die Elbe reicht.
Die Achatpartien sind mit dem Amethyst in Bänderabfolgen verbunden. Demnach besteht das Vorkommen überwiegend aus Quarz in unterschiedlichen mineralogischen Ausprägungen. Der Amethyst erscheint in verschiedenen Farbtönen, die von Rosé (selten) und Hellviolett über dunklere Töne bis zu einem tiefen Braunviolett reichen können. Zudem treten auch Rauchquarzkristalle in der Gangmasse auf. Darüber liegt der Achat, der mit roten, braunen und beigen Bändern wechselt und auf grobkristalline Stängel des hellen bis kristallklaren Bergkristalls aufgewachsen ist. Diese Abfolge kann sich wiederholen, jedoch mit kleineren Kristallausbildungen. Tektonische Ereignisse bewirkten ein Zerbrechen des Gangkörpers und nachfolgende Füllungen mit Quarz haben diese Bruchzonen wieder verfestigt. Neben den attraktiven farbigen Bereichen kommen im Gangverlauf zellenartige Hohlräume und verruschelte Zonen vor. Die tektonischen Einwirkungen haben stellenweise einen räumlichen und fragmentierten Versatz in den Amethyst und Achatbändern erzeugt, weshalb der Begriff Schlottwitzer Trümmerachat geprägt worden ist. Im nördlichen Abschnitt des Ganges gibt es Absonderungen von Baryt.